# Ambia magnificalis
Ambia magnificalis is een vlinder uit de familie van de grasmotten (Crambidae). De wetenschappelijke naam van deze soort is voor het eerst voorgesteld door Charles Swinhoe in een publicatie uit 1895.
De soort komt voor in India (Meghalaya) en Taiwan.